# Algemeen Rijksarchief 2 – Depot Joseph Cuvelier

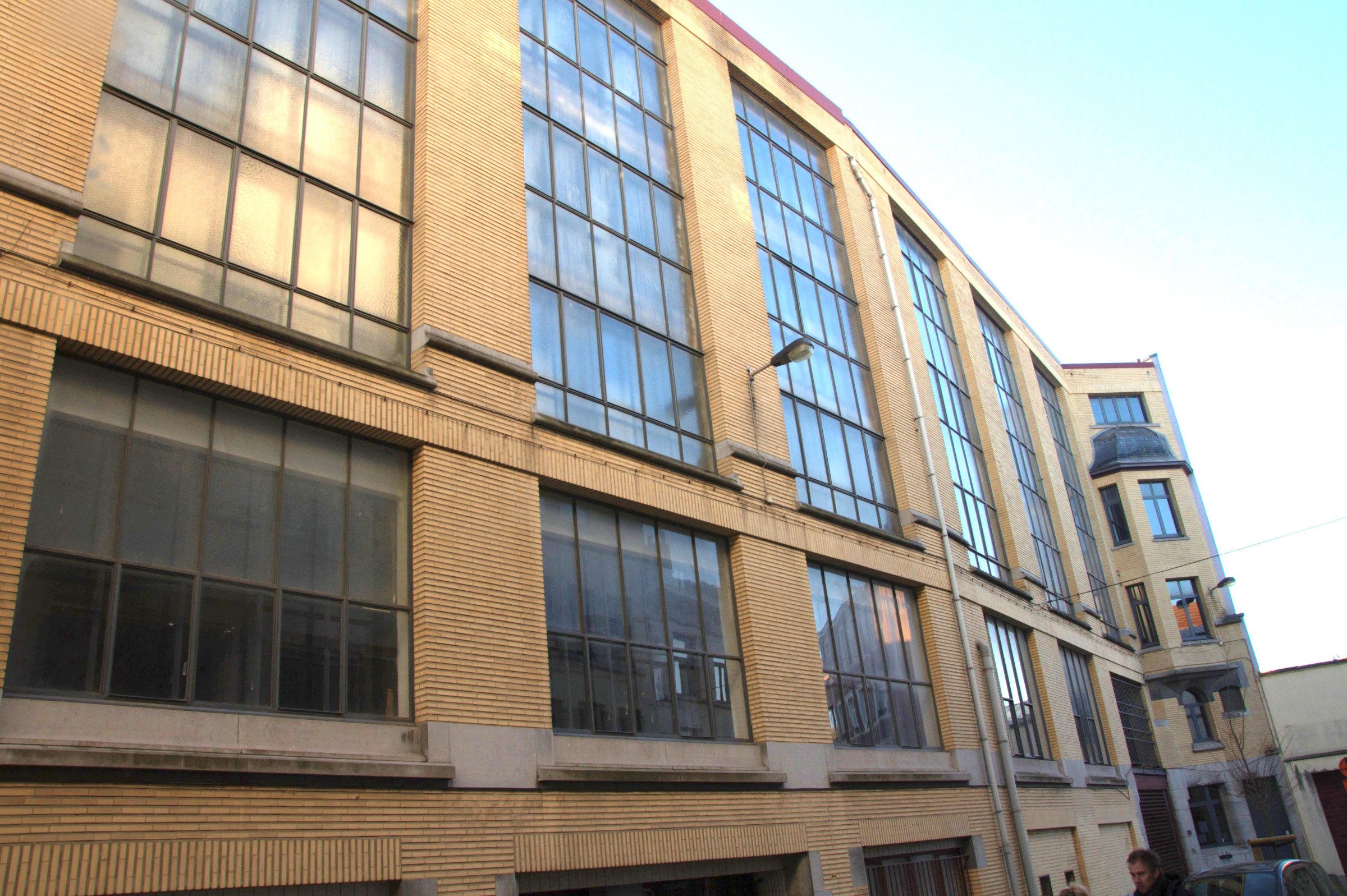
voormalige papierfabriek Haeseldonckx, Hopstraat 26-30, Brussel

Het Algemeen Rijksarchief 2 – Depot Joseph Cuvelier is een van de twintig archiefdiensten van het Belgische Rijksarchief. Het werd genoemd naar Joseph Cuvelier, algemeen rijksarchivaris van 1913 tot 1935 en een belangrijke vernieuwer van het Belgische archiefwezen.
Het depot is gevestigd in de gebouwen van de voormalige papierfabriek Haeseldonckx, gelegen aan het kanaal in de Hopstraat te Brussel. Het archief dat in dit depot wordt bewaard kan enkel worden geraadpleegd na afspraak.
Het Algemeen Rijksarchief  2 – Depot Joseph Cuvelier bewaart:
- het archief van de Federale Overheidsdienst Economie (brevetten).

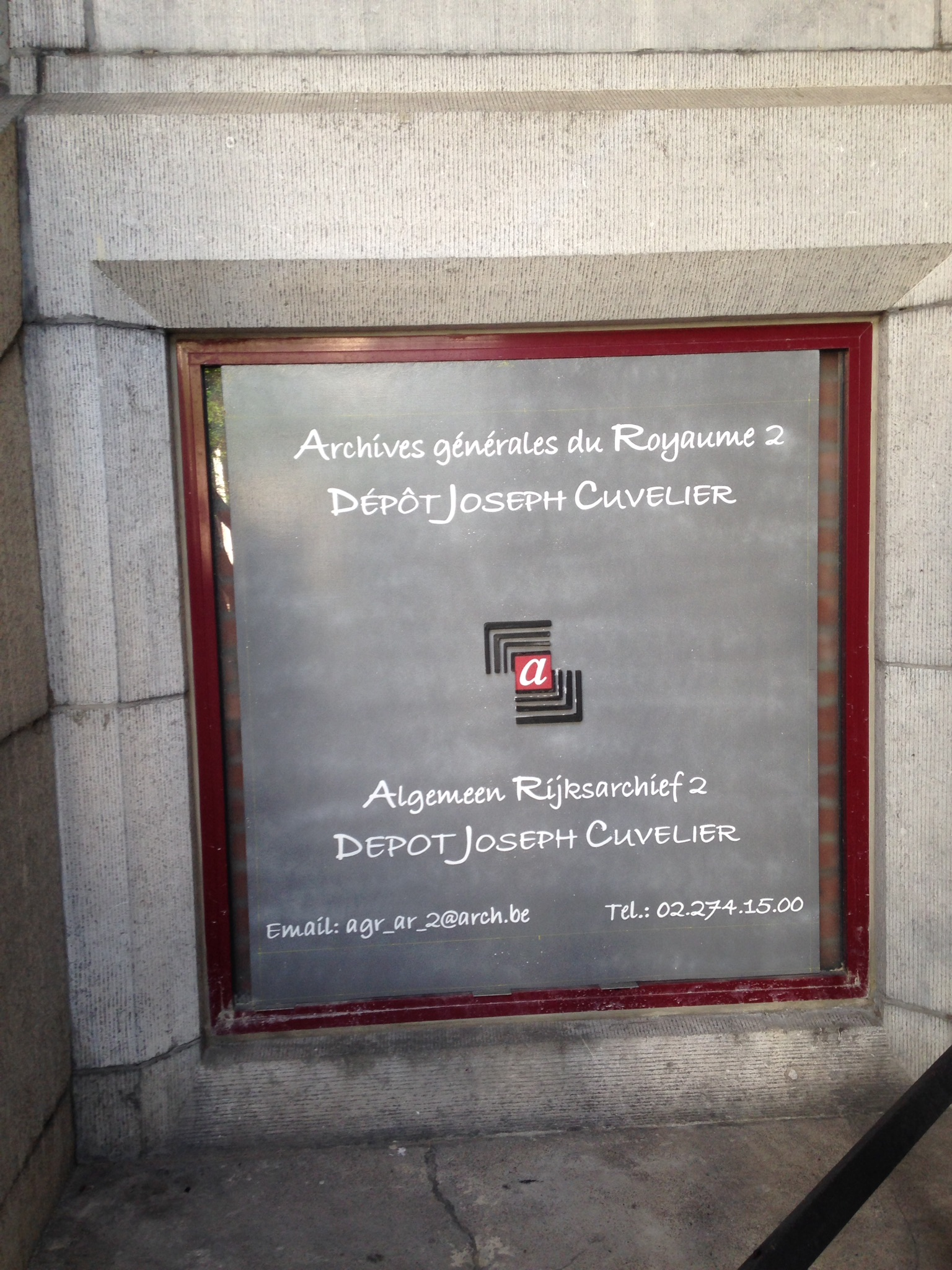

- het archief van het Ministerie voor de Wederopbouw (dossiers over oorlogsschade).
- bedrijfsarchieven: Albingia, Allianz Versicherungsgesellschaft, Archiefcentrum voor Vrouwengeschiedenis (AVG-Carhif), Cie d’assurances Atlas,  Balser & Cie, Banque Belge pour l’Étranger, Banque d’Outremer, enz.

## Website
- Rijksarchief te België